# Мжиглоцкая, Изабеля
Изабела Катажина Мжиглоцка, урожденная Хлап (20 мая 1959, Валбжих — 10 августа 2024, Варшава) — польский политик, депутат Сейма с 5 по 10 созыв (2005—2024).
Окончила отделение организации и управления на факультете менеджмента и информатики Вроцлавского экономического университета, а также аспирантуру по европейскому праву.
Работала инспектором в угледобывающей компании «Нижняя Силезия» и в кооперативах, а также вела собственный бизнес. В 1992—1993 годах старший инспектором воеводского управления, а с 1993 года — заместитель директора районного управления труда в Валбжихе.
С 1994 года член партии «Союз свободы». В 1998—2005 годах депутат городского совета Валбжиха. В 2004 году вступила в партию «Гражданская платформа», по списку которой была избрана в сейм 5-го созыва в 2005 году, входила в состав Комитета по социальной политике , Комитета по правам семьи и женщин и Комитета по труду. На парламентских выборах 2007 года она во второй раз прошла в парламент, получив 18 523 голоса, член комитета по экономике и комитета по социальной политике и семье. На выборах 2011 года снова успешно баллотировалась и получила 31 697 голосов, работала в комитете по социальной политике и семье и в комитете депутатской этики, а также была заместителем председателя Комитета по администрированию и цифровизации и председателем Совета по охране труда.
В 2015 году переизбрана в Сейм, получив 8659 голосов, заняла должности заместителя председателя комитета по социальной политике и семье и председателя депутатского комитета по этике.
В 2019 году на выборах в Европарламент потерпела неудачу, но на национальных выборах успешно баллотироваласьи была переизбрана в парламент от Гражданской коалиции, получив 11 987 голосов. В Сейме 9-го созыва снова входила в состав депутатского комитета по этике и комитета по социальной политике и семье, и также была заместителем председателя Комитета по петициям.
На парламентских выборах 2023 года получила 14 470 голосов и была избрана в Сейм на следующий срок. Член Комитета по петициям и Комитета по социальной политике и семье, а также снова стала председателем депутатского комитета по этике.
Умерла 10 августа 2024 года. Похоронена на городском кладбище в Щавно-Здруе.
Была посмертно награждена офицерским крестом ордена Возрождения Польши. Также была отмечена Орденом Улыбки.